# 2005 par pays au Proche-Orient
Les évènements par pays de l'année 2005 au Proche-Orient et dans le monde arabe.

Chronologie par pays au Proche-Orient
- 2001
- 2002
- 2003
- 2004
- 2005
- 2006
- 2007
- 2008
- 2009

## Arabie saoudite
- 1er août : mort du roi Fahd ben Abdelaziz Al Saoud, né en 1921, souverain depuis 1982. Le prince Abdallah ben Abdelaziz Al Saoud, né en 1924, lui succède.

## Iran
- 24 juin : élection de Mahmoud Ahmadinejad à la présidence de la République.

## Jordanie
- 6 avril 2005 : Faisal Al-Fayez quitte ses fonctions de premier ministre de Jordanie. Il est remplacé par Adnane Badrane.

## Kazakhstan
- 28 décembre : Mise en orbite réussie, à 23 000 km d'altitude, depuis le centre spatial russe de Baïkonour (Kazakhstan), du premier satellite du projet européen de navigation par satellites Galileo, qui doit permettre à l'Europe de s'affranchir du GPS américain, et devrait être opérationnel en 2010.

## Ouzbékistan
- 28 janvier : Mise en place du nouveau parlement bicaméral issu des élections législatives du 27 décembre dernier.

## Pakistan
- 28 janvier 2005 : Arrestation au Baloutchistan de 17 Afghans soupçonnés d'être des responsables talibans. Parmi eux, le mollah Abdur Razzak, ancien ministre de l'intérieur des talibans, le mollah Khush Dil, ancien gouverneur adjoint de la province de Helmand et le mollah Ibrahim, ancien chef de la police taliban de Kaboul.
- Mercredi 9 février 2005 : Une semaine de pluies torrentielles et de chutes de neige record ont causé la mort de plus d'une centaine de personnes dont une cinquantaine à la suite de la rupture d'un bagage. Plusieurs centaines d'autres ont disparu.

## Turquie
- 1er janvier : Nouvelle monnaie turque qui divise par 1 million la valeur faciale de l'ancienne monnaie.
- 17 août : fondation du Parti de la société démocratique (en turc : Demokratik Toplum Partisi, DTP), issu de la fusion de deux partis pro-kurdes, le Parti démocratique du peuple (Demokratik Halk Partisi, DEHAP) et le Mouvement de la société démocratique (DTH).